# Oudendijk (Beveren)
Oudendijk is een verdwenen gehucht in Kallo, deelgemeente van Beveren-Kruibeke-Zwijndrecht, in de Belgische provincie Oost-Vlaanderen. Het gehucht lag 3 kilometer ten noorden van het dorpscentrum van Kallo. Het bestond uit huizen langs een winterdijk tussen de polders van Sint-Anna en Ketenis. De dijk en straat liepen van zuid naar noord; de huizen stonden aan de linkerkant van weg, met oneven huisnummers. Net ten zuidoosten lag het Fort De Perel en ten noordwesten het Fort Liefkenshoek. Een kilometer ten westen lag de Molenwijk.
Het gebied wordt tegenwoordig ingenomen door de industrie van de Waaslandhaven.

## Geschiedenis
Het gehucht lag aan de Oudendijk, een oude winterdijk. Op de Ferrariskaart uit de jaren 1770 is het dijkgehucht Oudendyck weergegeven. De Atlas der Buurtwegen uit 1841 vermeldt het gehucht Oudendyk, net als de Vandermaelenkaart uit het midden van de 19de eeuw.
Vanaf de jaren 1960 wou men de Haven van Antwerpen uitbreiden naar de linkeroever van de Schelde. De volgende decennia werd onteigend voor de aanleg van de Waaslandhaven en zo verdwenen vanaf de jaren 70 ook het gehucht Oudendijk, de straten en de omliggende polders. De grond werd ontpolderd en opgehoogd, er kwamen nieuwe wegen en fabrieksterreinen voor Bayer en Progil. Waar het gehucht ooit lag, kwam later ook een deel van het tracé van de autosnelweg R2 die er sinds eind jaren 80 de nieuwe Liefkenshoektunnel onder de Schelde door loopt. Een nieuwe parallelweg langs de R2 draagt hier op deze plaats de naam Oudedijk, verwijzend naar het verdwenen gehucht. 
Deelgemeenten: Bazel · Beveren · Burcht · Doel · Haasdonk · Kallo · Kieldrecht · Kruibeke · Melsele · Rupelmonde · Verrebroek · Vrasene · Zwijndrecht

Overige dorpen en gehuchten: Beestenhoek · Bloempot · De Bank · Doorn · Es · Gaverland ·  Geslecht · Groot Laar · Halve Maan · Hoogeinde · Hoogstraat · Kalishoek (Doel) · Kalishoek (Melsele) · Kemphoek · Klein Laar · Melseledijk· Mosselbank (Haasdonk) · Mosselbank (Vrasene) · Nieuwe Parochie · Ouden Doel · Oudendijk · Ponjaard · Prosperpolder · Puiput · Rapenberg · Rapenburg · Saftingen · Sint-Antoniushoek · Smoutpot · Stenen Kruis · Tijskenshoek · Vendoorn · Verrebroekse Blikken · Vijfstraten · Vliegenstal · Voshoek · Westakkers · Wilden Haan · Zillebeek · Zwaantje

Belgische gemeenten · Arrondissement Sint-Niklaas · Oost-Vlaanderen · Vlaanderen